# Ghantapada
Ghantapada là một thị trấn thống kê (census town) của quận Anugul thuộc bang Orissa, Ấn Độ.

## Nhân khẩu
Theo điều tra dân số năm 2001 của Ấn Độ, Ghantapada có dân số 15.587 người. Phái nam chiếm 54% tổng số dân và phái nữ chiếm 46%. Ghantapada có tỷ lệ 71% biết đọc biết viết, cao hơn tỷ lệ trung bình toàn quốc là 59,5%: tỷ lệ cho phái nam là 78%, và tỷ lệ cho phái nữ là 63%. Tại Ghantapada, 14% dân số nhỏ hơn 6 tuổi.